# MolenGeek
 (août 2021).
 (juillet 2021).

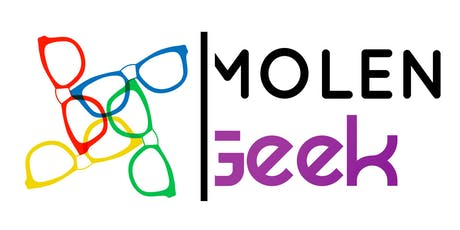
Logo de MolenGeek

MolenGeek est un écosystème technologique situé à Molenbeek-Saint-Jean en Belgique. Il a pour mission de rendre le secteur des technologies accessible à tous et ce, peu importe les origines ou le niveau de formation. L’ASBL se concentre sur trois axes principaux : le coworking, les formations et les événements.
Créé en 2015, l’initiative a été lancée par plusieurs entrepreneurs: Marina Aubert, Geoffroy Verney-Carron, Morad Chaboun et Ibrahim Ouassari.
Au départ, l’intention était d’organiser des événements ponctuels pour aider les jeunes de la commune de Molenbeek-Saint-Jean face aux inégalités de recrutement, mais très vite l’initiative va prendre une place de référence dans l'écosystème tech européen.
Avec le deuxième événement le weekend du 29 janvier 2016, le projet obtient le soutien progressif du public mais aussi du secteur privé comme Google, Facebook, Samsung et Proximus. Ibrahim Ouassari et Julie Foulon persévèrent dans le projet et deviennent les cofondateurs de l'écosystème MolenGeek,. En juin 2016, MolenGeek obtient le statut d'ASBL.
En juin 2018, Google apporte son soutien à MolenGeek en octroyant un chèque de 200.000 euros.
Le 20 janvier 2020, le CEO de Google, Sundar Pichai, visite lui-même les locaux de MolenGeek et le cite également lors du Forum économique mondial "Davos",. La même année, il nomme Ibrahim Ouassari dans le magazine "Wired" comme "innovateur qui construit un meilleur avenir",.
En 2021, MolenGeek décide de lancer son premier sommet appelé The Geek Summit. Sa mission est de démystifier, lutter contre les fausses informations mais surtout rendre accessible l’information autour du numérique.

## Historique

### 2015 - Lancement de MolenGeek
MolenGeek est créé en mai 2015 lors de la première édition de sa ‘Startup Weekend’ à Molenbeek-Saint-Jean. Le but est de réunir pendant 54 heures une équipe qui créera une start-up technologique à partir de rien.
MolenGeek n’a d'autre objectif que d'organiser des événements pour aider les jeunes du quartier à faire face à la discrimination dans les candidatures.

### 2016 - Création de l'espace d'incubation MolenGeek
Après le succès de la première édition, MolenGeek entame sa deuxième édition le dernier weekend de janvier. Une quarantaine de jeunes ont participé à l'événement. Cette édition est toujours tournée vers la sensibilisation du monde de l’entrepreneuriat mais aussi l'affrontement des défis des fractures numériques.
Au bout du troisième jour, les équipes de candidats présentent leur projet réalisé durant le weekend face à un jury composé de managers et d’entrepreneurs expérimentés. Les meilleurs projets reçoivent des moyens techniques et un accompagnement bénéfique à la concrétisation du projet. Quant au projet ‘le plus technologique’, il reçoit un prix de Microsoft Innovation Center (MIC). Dell a participé à l'événement en prêtant 15 ordinateurs durant ce weekend. Innoviris contribue à la remise du prix de l'innovation, Google offre une formation aux participants, et Impulse.Brussels ainsi que Izeo parrainent l'événement.
MolenGeek est soutenu par Alexandre De Croo, Ministre de l’Agenda Numérique en 2016, mais aussi Denise Bauer, ambassadrice des États-Unis en Belgique,.

Face au succès rencontré, Ibrahim Ouassari lance l’incubateur MolenGeek avec Julie Foulon en 2016. Tous les deux entrepreneurs passionnés par les nouvelles technologies, ils veulent rendre le monde de l'entrepreneuriat accessible à tous,:
“Nous, notre mission première c’est vraiment les jeunes, et quand je dis les jeunes, c’est les jeunes de quartier qui viennent de Schaerbeek, d’Anderlecht, on a des jeunes qui viennent d’Anvers, on a des gens qui viennent de Braine-L’Alleud. Qu’on s’appelle Moustapha ou Pauline, peu importe, tout le monde est le bienvenu, du moment qu’on est vraiment intéressé par l’innovation, les technologies et l’entrepreneuriat” explique Ibrahim Ouassari. 
Les locaux sont à Molenbeek-Saint-Jean et l’espace est ouvert sept jours sur sept. Il n’y a pas de prix d’entrée ni d’inscription. Certains viennent travailler sur leurs propres projets, d'autres viennent collaborer ou assister à des ateliers.

L’initiative du projet et l’envie de garder les locaux à Molenbeek-Saint-Jean viennent aussi de l'expérience personnelle de Ibrahim Ouassari : 
“C’est basé sur mon expérience: j’ai arrêté l’école à 13 ans et à 20 ans, j’ai découvert l’informatique un peu par hasard et ce monde des technologies m’a apporté tellement d’opportunités. J’ai quatre entreprises et une vingtaine d’employés et c’est cela que je veux partager avec les autres et qu’ils puissent voir que c’est vraiment accessible à tous”.
Après les attentats de Paris de 2015, le monde découvre la commune de Molenbeek-Saint-Jean. L’image de la commune est alors mise à mal et devient instantanément le ‘terreau du djihadisme’,. Malgré cela, MolenGeek parvient à proposer une autre image de la commune, celle d’une commune où les jeunes veulent s’investir.
À la suite des attentats du 22 mars 2016 de Bruxelles, MolenGeek organise MolenHack, un Hackathon sur le thème des services d’urgence et des secours. L'événement se déroule du 29 avril au 1er mai et l'objectif est de créer des applications afin de soutenir et d’aider les services d’urgence dans leurs missions.
Alors que MolenGeek obtient son titre d’ASBL en juin 2016, des employés de Google Bruxelles participent au projet qu’est MolenGeek en conseillant les jeunes de Molenbeek-Saint-Jean qui veulent se lancer dans le monde numérique de l’entreprenariat.
Le 10 et 11 septembre 2016, MolenGeek collabore avec Youtube pour créer un événement gratuit ouvert aux jeunes. Les participants apprennent à écrire un synopsis mais aussi à monter des vidéos compatibles avec le format Youtube,.

### 2017 - Lancement de La Coding School
Début d’année, MolenGeek continue d’être remarqué auprès des géants numériques notamment Samsung : 
" C'est le début d'une collaboration intensive dans laquelle nous mettons nos produits et notre expertise à disposition ", explique Koen Dekoning, porte-parole de Samsung. " L'échange d'idées entre les jeunes entrepreneurs et les spécialistes de Samsung constitue un enrichissement énorme pour les deux parties." 
Grâce à cela, MolenGeek prépare sa première formation sur l’utilisation d’internet par les objets connectés. Le 13 Janvier 2017, l’incubateur et coworking MolenGeek officialise son inauguration. L’ASBL se base sur un principe fondamental, celui de la gratuité collaborative. Les membres s’échangent leurs compétences dans un espace de coworking collaboratif diversifié. 
"MolenGeek montre un autre Molenbeek, un Molenbeek qui veut aller de l'avant de manière positive et saisit les opportunités que la nouvelle économie offre aux jeunes. La révolution numérique abaisse la barrière à l'entrepreneuriat numérique. Ce n'est pas votre diplôme ou vos antécédents qui déterminent vos opportunités, mais votre esprit d'entreprise, votre imagination et votre persévérance. MolenGeek offre aux jeunes qui souhaitent avancer une plateforme pour renforcer leurs compétences numériques et développer leurs talents. Cela leur donne une perspective d'avenir positive. Une telle initiative mérite notre soutien" déclare Alexander de Croo.
MolenGeek ne se limite pas aux weekend ‘start-up’. L’ASBL crée des ateliers pour initier les jeunes de 7 à 12 ans mais aussi 12 à 18 ans aux codings, langage informatique.
Le 1er mars 2017, MolenGeek lance officiellement son école de codage gratuite : La Coding School. Ce programme, en partenariat avec Google, Samsung, l’ULB et Bruxelles Formation est ouvert aux chercheurs d’emploi entre 18 et 25 ans,. L’école apporte un nouveau programme de formation, celui de développeur web et mobile. L’école a un système pédagogique particulier car la passion des élèves est mise en avant. Ils se chargent d’un projet, souvent en équipe, qu’ils doivent mener à terme,.
La Coding School mise avant tout sur le learning by doing pour qu’en sortant, l'élève a pour preuve de réussite son savoir-faire,.

Au sein de La Coding School, le terme professeur est banni pour être remplacé par coach. Son but est d’enseigner aux NEETs ce qu’il sait et partager un maximum ses connaissances. La formation dure 6 mois : 
"Celui-ci se déroule en deux parties. La première est l’acquisition de compétences via la pratique. On leur apprend également à utiliser divers outils afin qu’ils soient de plus en plus rapides et précis et qu’ils puissent automatiser un maximum leurs tâches. La deuxième partie consiste à consolider leurs connaissances en les pratiquant davantage avec des projets concrets. C’est-à-dire avec de réels clients. Mon rôle est de leur montrer concrètement comment ça fonctionne avec un client en tant qu’entrepreneur. Ainsi à la fin de cette formation ils auront appris et pratiqué du code autant que de l’entrepreneuriat et ils pourront se lancer en tant qu’entrepreneurs" explique Yassine Kharchaf, web-développeur et formateur au sein de MolenGeek. 
Résultat de cette nouvelle approche pédagogique :  93% des étudiants de La Coding School décrochent un job à la sortie de la formation (ou avant…) ou reprennent des études.
En seulement deux ans, MolenGeek a vu naître 15 projets de startup. L’espace des locaux a doublé et 200 membres sont inscrits.
En parallèle, MolenGeek lance le projet “SeniorGeek” qui permet aux personnes âgées de lutter contre “l’exclusion numérique”. L’ASBL propose chaque lundi matin deux formations spécialisées données par des jeunes coachs de MolenGeek. Un nouveau lien intergénérationnel se crée. 
Toujours aussi soutenu par les politiques, les personnalités belges mais aussi internationales, c’est au tour du Roi Philippe de visiter les locaux de MolenGeek le 30 mai 2017,. Il était notamment accompagné de la bourgmestre Françoise Schepmans, le ministre Alexander De Croo et l’échevin Ahmed El Khannouss. Le Roi s’est intéressé à l’incubateur de projets MolenGeek, a pu découvrir les différents projets produits et s’entretenir avec les jeunes développeurs,,. La visite du Roi n’est pas passée inaperçue dans l’univers belge de la Tech mettant l’ASBL d’Ibrahim Ouassami et Julie Foulon un nouveau coup de projecteur sur leur initiative envers les jeunes.
En septembre 2017, 15 membres de MolenGeek participent à la mission économique bruxelloise qui a lieu aux États-Unis. Le but est de faciliter l'échange d'informations et d'expériences d'ordre technologique entre Bruxelles et la Silicon Valley pour ainsi positionner Bruxelles comme partenaire stratégique,.  

Mais quelques heures avant le départ, certains se sont vu refuser l'accès au territoire américain: 
"Sur les 14 membres de notre délégation, 2 ont un visa. Les autres ont donc demandé leur ESTA bien à l’avance. Ils avaient été acceptés. On a donc réservé les avions, hôtels et bus pour nous transporter là-bas", relate Ibrahim Ouassari "Mais hier soir à 23h, alors que l’avion décollait ce midi, 8 d’entre nous ont reçu une mise à jour les alertant que l’autorisation de voyager aux USA leur était finalement retirée. Moi y compris".
Tous les membres de MolenGeek décident de rester en Belgique le temps que la situation se régularise plutôt que de partir séparément. Après examen de leur situation par l’ambassade américaine à Bruxelles, le ministre des Affaires étrangères belge Didier Reynders affirme que tout est en ordre. Ils ont pu alors se rendre un jour après, à l’exception d’une personne qui avait vu son voyage initialement refusé,.
MolenGeek rejoint une dizaine d’autres entreprises bruxelloises pour identifier de nouveaux clients potentiels et présenter leurs besoins en termes de partenaires commerciaux. Lors de ce voyage, MolenGeek visite la Silicon Valley, Google, Facebook et le salon des nouvelles technologies Techcrunch Disrupt.

Pour Ibrahim Ouassari, le voyage est aussi bénéfique pour les jeunes molenbeekois : 
"Ils sont capables de tout maintenant. Ils ont vu des choses, parler à des gens, entendus des histoires, ils vont rentrer à Bruxelles et ils n'auront plus de limite dans leur vision entrepreneuriale. Ils vont se donner un maximum pour faire en sorte que ça fonctionne. Ça ils l'ont retenu. Ils ont cette énergie positive en eux. Ils vont penser global, mondial” 
L’ensemble de l’équipe de MolenGeek et le Vice-Premier ministre Alexander De Croo ont pu mettre à l’honneur leur incubateur technologique lors d’une conférence sur l’innovation numérique en marge de l’Assemblée générale des Nations unies à New York,.
MolenGeek a largement été reconnu par ses pairs et est représenté comme un programme modèle qui tire parti de la technologie numérique pour atténuer les défis sociaux du chômage élevé des jeunes en raison notamment du manque de compétences ou d'opportunités d'éducation,.

En novembre 2017, Samsung Electronics décide de récompenser, du prix Samsung Global Citizenship Award, MolenGeek dans la catégorie "Partenariat" pour le travail accompli ensemble afin de rendre accessible les nouvelles technologies à tous. Les cofondateurs Ibrahim Ouassari et Julie Foulon se sont rendus à Séoul pour récupérer leur prix,: 
"C'est un immense honneur de recevoir ce prix. Pour MolenGeek, c'est une reconnaissance mondiale" explique Julie Foulon. "Notre présence était importante ici à Séoul, à la maison mère de Samsung, afin de rencontrer les décideurs, de consolider notre partenariat et d'en développer de nouveaux" ajoute Ibrahim Ouassari.
Le modèle de l’ASBL MolenGeek commence à s’exporter à l’international. En décembre 2017, elle présente son plan de développement avec comme premier projet “The Padua Tech Station by MolenGeek” situé à Padoue en Italie,. Le vice-président de la Commission européenne responsable du Marché unique numérique, Andrus Ansip soutient le projet avec Alexander De Croo,:
“MolenGeek est un exemple de réussite belge et nous voulons qu’il en devienne également un pour l’Europe”, a déclaré Andrus Ansip. “Le nouveau projet en Italie est une première étape importante. 44% des européens n’ont pas de compétences numériques de base et la demande pour des travailleurs spécialisés dans les nouvelles technologies ne cesse de croître”
La demande est venue des Italiens pour offrir d’autres perspectives à une région touchée par le chômage. Des collaborations seront envisagées entre les deux entités et celles qui seront développées à l’avenir,,.
Il faudra attendre décembre 2018 pour que le projet se concrétise. Il est rebaptisé Tech Station Padova by MolenGeek,.

### 2018 - Suite des développements de MolenGeek
En février 2018, MolenGeek remporte le prix Bruxellois de l’année 2017 dans la catégorie “Économie”. La Coding School est félicitée pour son parcours en 2017, son ascension rapide et le symbole qu’elle représente de la renaissance molenbeekoise,.
Le 14 avril 2018, MolenGeek lance la journée “Crack du Code”. Une initiative en collaboration avec les services publics de l’emploi et de la formation ainsi que l’École 19. Ils invitent les jeunes à découvrir le monde du codage par le jeu, le tout dans un but pédagogique.   En tout 60 jeunes chercheurs d’emploi bruxellois ont pu découvrir le codage avec des coachs experts en la matière. La journée mettait en avant le métier d’avenir qu’est le codage, animée par deux youtubers bruxellois: Abdel en vrai et MolemSisters.

Le 5 juin 2018, Google intensifie sa collaboration avec MolenGeek. Jacqueline Fuller, CEO de Google.org se rend sur place et remet un chèque de 200.000 € est alors remis à l’incubateur pour dynamiser entrepreneuriat local et booster la cohésion sociale,,: 
"L'une des choses les plus importantes est de fournir à nos jeunes des compétences digitales pour leur permettre de profiter de l'économie numérique en pleine croissance. MolenGeek est l'une des solutions dont nous avons besoin et doit être reproduit dans toute l'Europe et à travers le monde", estime Jacqueline Fuller.
Avec cette somme, Ibrahim Ouassari a expliqué qu’ils vont agrandir encore plus l’espace de travail et toucher davantage de personnes et leur apprendre le codage. Actuellement, 800 jeunes ont rejoint MolenGeek, cela montre le niveau d’attractivité atteint par ce pôle créatif entrepreneurial. Depuis le début du projet, MolenGeek a aidé 177 personnes à développer leur propre projet et 25 startup à décoller.
Du 22 au 27 juin, MolenGeek lance un startup camp intitulé BeMor(e) dans le cadre du programme Min Ajliki. 15 entrepreneurs et futurs entrepreneurs marocains viennent pour proposer leur projet. Il est mis en œuvre par l’APEFE avec l’appui de la coopération fédérale belge pour le développement. Le but est d'accueillir toute personne qui a une idée, la développer en groupe et la proposer à un jury composé d’experts. Une centaine de jeunes créateurs belges et marocains ont participé à l'événement et 11 projets ont été réalisés à la fin de cette semaine entrepreneuriale,.
Le 20 novembre 2018, le président français Emmanuel Macron et son épouse Brigitte, accompagnés du roi Philippe et de la reine Mathilde se sont rendus à Molenbeek-Saint-Jean. Une table ronde a été organisée avec des entrepreneurs culturels de LaVallée mais aussi avec des représentants du centre d'accompagnement Art2Work et MolenGeek,.

Le président français s’est exprimé des initiatives en place à MolenGeek : 
"Ce n'est pas parce qu'on est né dans tel ou tel endroit du pays qu'on n'a pas le droit d'avoir un projet pour soi et si on n'a pas un projet pour soi, on n'est pas bon pour le reste. Recréer ces réseaux est formidable".

### 2019 - MolenGeek continue à s'exporter
Après l’Italie, MolenGeek se tourne vers les Pays-Bas avec TechGrounds by MolenGeek,. L’annonce officielle a eu lieu à Amsterdam le 19 juin 2019 en présence du prince Constantijn d’Orange: 
"Des partenaires motivés sont venus nous chercher il y a un an environ pour implanter nos programmes aux Pays-Bas. Une plateforme de codage néerlandaise existait déjà mais il manquait un projet concret, c'est ce que nous venons apporter", explique Ibrahim Ouassari.
L'écosystème prend place dans le quartier Nieuw-West qui fait face aux mêmes défis socio-économique que Molenbeek-Saint-Jean. L’initiative a séduit TechConnect et FuturNL qui ont déjà collaboré avec MolenGeek. Cette dernière espère toucher encore plus de pays européens.  
Le 3 juillet 2019, MolenGeek accueille pour la première fois en dehors des États-Unis, la finale mondiale du concours Facebook contre la haine. Intitulé “Peer to Peer : Facebook Global Digital Challenge”, il s’agit d’une cérémonie de remise de prix qui a pour objectif d’inciter des étudiants à proposer des projets pour lutter contre la haine et les extrémistes violents. Il s’agit d’un événement mondial qui a pris place dans les locaux de MolenGeek. Une cinquantaine de personnes a participé au concours. L’université belge de la KULeuven a reçu une mention honorable pour ‘Beyond borders’. La grande gagnante est l’University of Dhaka pour son initiative ‘Positive Bangladesh’. Le deuxième prix est allé à l’American University of Nigeria pour son projet ‘Women Against Violent Extremism’ et le troisième prix à l’université espagnole CEU de San Pablo avec ‘Rewind’,.

Après Facebook et Google, c’est au tour de Proximus de montrer son soutien à MolenGeek,. En novembre 2019, ils annoncent un partenariat visant à créer de nouvelles opportunités dans le domaine du développement des compétences numériques,. Pour le président du conseil d’administration de Proximus, Stefaan De Clerck, cette collaboration se traduira par un partage de matériel, de savoirs et de stages, :
"Proximus joue ainsi son rôle dans l'éducation au numérique et a l'ambition de réduire la fracture numérique, favoriser l'inclusion numérique et construire une Belgique numérique sûre, durable et florissante" 

### 2020
Le 20 janvier 2020, le CEO de Google, Sundar Pichai rend visite à MolenGeek. Après avoir soutenu financièrement l’ASBL d’un chèque de 200.000€ en juin 2018, Google octroie un nouveau chèque du même montant lors de cette visite inédite,.

Cette nouvelle somme servira à avancer sur le thème de l’intelligence artificielle, via une nouvelle formation de six mois mis en place par La Coding School de MolenGeek,: 
"Ce nouveau soutien de Google va nous permettre de continuer à offrir aux jeunes générations un moyen d'investir en elles-mêmes", se félicite le cofondateur Ibrahim Ouassari  
MolenGeek décide aussi de se tourner vers d’autres régions de la Belgique avec son projet. l’ABSL décide alors de lancer BorGerHub, son pôle d’Anvers. L’espace sera ouvert sous forme de pop-up store pour les entrepreneurs à petit budget. Fin octobre, le pop-up store et l'espace de coworking BorgerHub démarreront à Turnhoutsebaan. Les espaces seront loués à des prix démocratiques afin que les petits entrepreneurs de tous horizons puissent s'y rendre.
Alors que le projet était lancé, l’épidémie du Covid-19 vient ralentir et mettre sur pause les projets de MolenGeek. Le monde se retrouve confiné et la Coding School de MolenGeek fait un appel aux dons: Elle propose de récupérer et reconditionner des ordinateurs dont les entreprises n’ont plus besoin dans le but de les mettre à disposition des étudiants en situation précaire,.   
À la suite de cet appel, MolenGeek a reçu près de 1000 ordinateurs à reconditionner et à redistribuer aux étudiants dans le besoin d’une cinquantaine d’établissements scolaires.

En parallèle, Facebook décide en août 2020 de faire un don de 30.000 euros à MolenGeek pour soutenir la transition digitale et faciliter l’apprentissage en ligne en période de Covid-19,. Dès lors, une formation est mise en place pour aider les professeurs à donner correctement cours à distance pour la rentrée 2020,. Pas moins de 200 professeurs sont visés par ces cours donnés par la Coding School:
"Les fonds seront utilisés pour former les professeurs aux outils numériques, pédagogiques et méthodologiques qu'ils utiliseront pour donner les cours à distance. Cela se fera en collaboration avec plusieurs écoles" explique Ibrahim Ouassari.   
MolenGeek décide de proposer son incubateur en Wallonie. En novembre 2020, l’ASBL annonce qu’une nouvelle section va s’implanter en Wallonie et plus particulièrement à Charleroi dans le bâtiment de MediaSambre,. Partant sur le même principe qu’à MolenGeek, le but est de permettre aux jeunes carolos de se former aux nouvelles technologies en collaboration avec la RTBF et Télésambre.

La nouvelle antenne s’appelle CharleWood et se concentrera plus sur l’apprentissage du monde de l'audiovisuel: 
"A Charleroi, on sait qu’il y a vraiment des jeunes qui sont très demandeurs de ce genre de formation qu’on donne à Bruxelles. Ils vont faire énormément de pratique. On a les studios de la RTBF Charleroi qui sont à disposition. On va avoir énormément de workshops avec des experts de la RTBF Charleroi qui vont venir nous montrer comment on prend le son, comment gérer la lumière, comment gérer l’image. Et tout ça, à destination des jeunes Carolos afin de créer des opportunités de carrière pour plus tard" explique Ibrahim Ouassari.  

### 2021 - Lancement de CharleWood et premier The Geek Summit
Début 2021, MolenGeek lance Charlewood en organisant son premier Hackathon à Charleroi. Du 15 au 17 janvier, l'évènement se passe en ligne et le thème du Hackathon est entièrement consacré au développement numérique d’un projet vidéo. Une centaine de jeunes ont participé et ont suivi des ateliers en ligne pour les aider à développer leur projet média. L’aventure Charlewood est alors lancée,.
Le 11 mai, Mediasambre Faktory inaugure le nouvel espace technologique qui est le fruit d'une collaboration entre Télésambre, RTBF, l'UCLouvain et MolenGeek. Destiné à la production numérique, CharleWood entame son premier cycle de formation qui débute la semaine qui suit. Cette première formation, qui dure 6 mois, sera centrée sur le Digital Content Marketing,.
La semaine qui suit, du 17 au 19 mai, MolenGeek crée son premier The Geek Summit. Il s'agit d'un forum annuel qui a pour objectif de rendre accessible l'information autour du numérique qui touche les citoyens. Ce sommet a pour but de réunir à l’Hôtel de Ville de Bruxelles différents spécialistes et experts nationaux et internationaux de l’éducation et du numérique. The Geek Summit a pour but de démystifier et de mieux informer,